# Raffaele Vivante
Raffaele Vivante (* 1864; † 1965) war ein italienischer Hygieniker.

## Leben
Vivante schloss sein Medizinstudium 1888 an der Universität Padua ab. Er arbeitete einige Jahre im Ospedale Civile di Venezia, sowie den Zivilkrankenhäusern in Pavia und Genua. 1894 erhielt er den Titel eines Medizinhygienikers an der Fachschule für Hygiene der Direktion für öffentliche Gesundheit in Rom.
1894 wurde er von der Stadt Venedig als zusätzlicher Arzt für das Amt für Hygiene und dann für das bakteriologische Labor eingestellt. Nachdem er 1903 eine Professur für Hygiene in Genua erhalten hatte, wurde er 1905 zum Gesundheitsbeauftragten der Stadt Venedig und zum Chefarzt des Amtes für Hygiene (ufficio d´Igiene) ernannt und war dort als solcher bis 1937 tätig. Zehn Jahre lang leitete er den Bauhygienekurs am Universitätsinstitut für Architektur in Venedig und war von 1924 bis 1926 Mitglied des Consiglio Superiore di Sanità.
Für seine Tätigkeit während der Choleraepidemie von 1911 wurde er mit der Silbermedaille für seine Verdienste um die öffentliche Gesundheit ausgezeichnet sowie 1932 wurde er mit einem nach Luigi Pagliani benannten Preis für seine Arbeit als Gesundheitsbeauftragter. Nach seiner Pensionierung beschäftigte er sich weiter mit den Problemen der öffentlichen Gesundheit und der Umwelthygiene.

## Veröffentlichungen (Auswahl)
- Il problema delle abitazioni in Venezia, per il Dott. R. Vivante, Medico Capo dell' Ufficio d'Igiene – Venezia, Ferrari, 1910, 8°, br. pp. 174[3]
- L' igiene stradale in Venezia : note / del dott. R. Vivante, Venezia : C. Ferrari, 1900